# Gare de Nagata (Osaka)
La gare de Nagata (長田駅, Nagata-eki) est une gare ferroviaire de la ville de Higashiōsaka, dans la préfecture d'Osaka au Japon. La gare est gérée par la compagnie Kintetsu et le métro d'Osaka.

## Situation ferroviaire
La gare de Nagata marque la fin de la ligne Chūō du métro et le début de la ligne Kintetsu Keihanna (les deux lignes sont interconnectées).

## Histoire
La gare est inaugurée le 5 avril 1985.

## Service des voyageurs

### Accès et accueil
La gare dispose d'un bâtiment voyageurs, avec guichet, ouvert tous les jours.

### Desserte
- Ligne Kintetsu Keihanna :

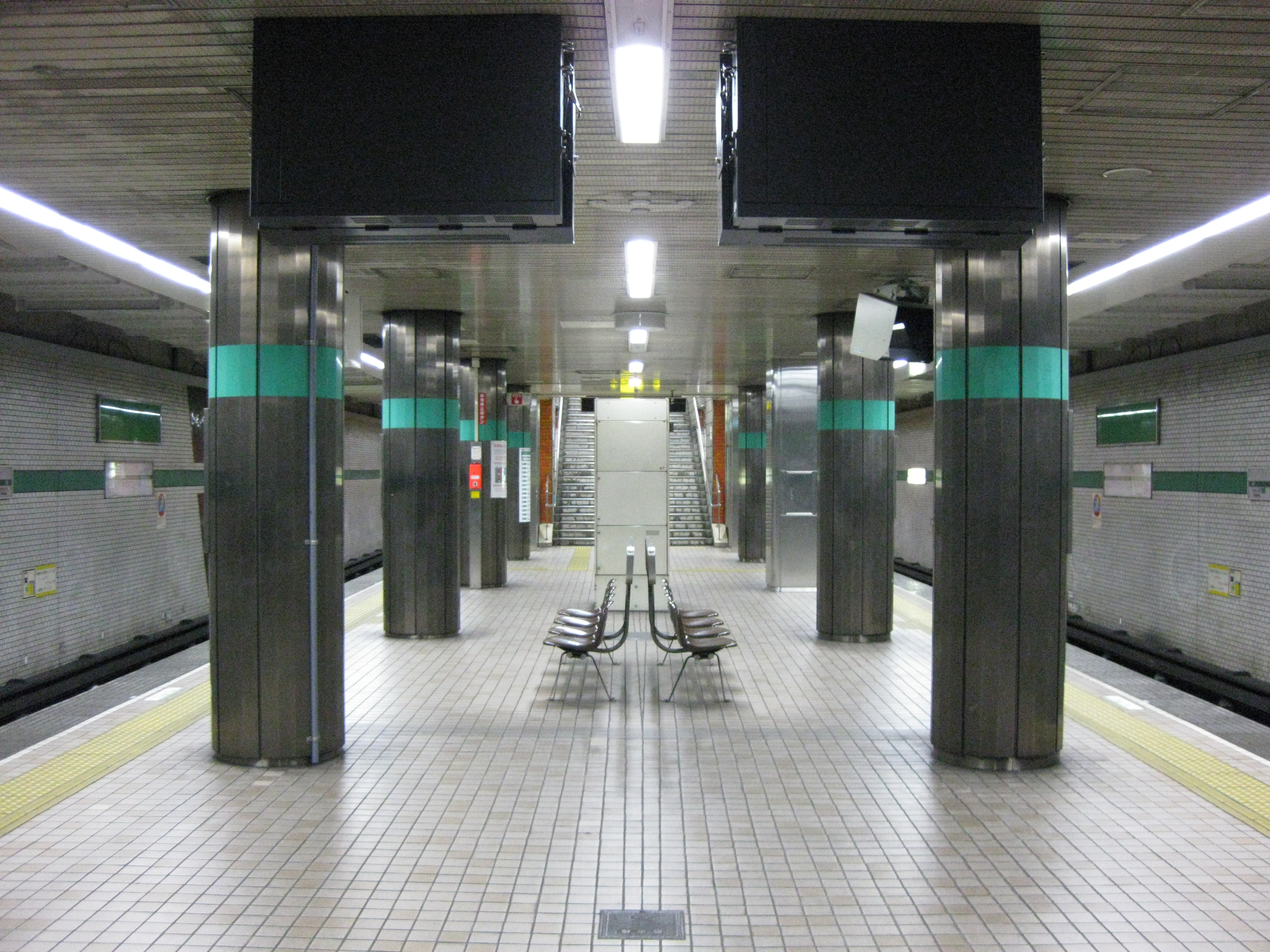
Quai de la gare

  - voie 1 : direction Gakken Nara-Tomigaoka
- Ligne Chūō :
  - voie 2 : direction Yumeshima